# Cercal do Alentejo
Cercal do Alentejo é uma vila portuguesa sede da Freguesia de Cercal do município de Santiago do Cacém, freguesia com 136,40 km² de área e 2954 habitantes (censo de 2021), tendo, por isso, uma densidade populacional de 21,7 hab./km².
A sede de freguesia, a povoação de Cercal do Alentejo foi elevada à categoria de vila em 16 de agosto de 1991, tendo a sua designação sido então alterada de Cercal para Cercal do Alentejo.
Foi sede de concelho entre 1836 e 1855. Este era constituído pelas freguesias de Cercal, Colos e Vila Nova de Milfontes. Tinha, em 1849, 3255 habitantes.
Está situada a menos de 15 km de várias praias do litoral alentejano e possui um clima temperado, o que lhe permite ter uma das mais diversificadas faunas e floras de todo o sudoeste alentejano.

## Demografia
Nota: No censo de 1864 pertencia ao concelho de Odemira, distrito de Beja, tendo passado para o de Santiago do Cacém por decreto de 21 de setembro de 1875. No censo de 1940 figura Cercal do Alentejo.
A população registada nos censos foi:
| Distribuição da População por Grupos Etários | Distribuição da População por Grupos Etários | Distribuição da População por Grupos Etários | Distribuição da População por Grupos Etários | Distribuição da População por Grupos Etários |
| -------------------------------------------- | -------------------------------------------- | -------------------------------------------- | -------------------------------------------- | -------------------------------------------- |
| Ano                                          | 0-14 Anos                                    | 15-24 Anos                                   | 25-64 Anos                                   | > 65 Anos                                    |
| 2001                                         | 451                                          | 478                                          | 1962                                         | 991                                          |
| 2011                                         | 342                                          | 284                                          | 1741                                         | 995                                          |
| 2021                                         | 323                                          | 194                                          | 1459                                         | 978                                          |

## Economia

### Atividade mineira
No século XIX deu-se um desenvolvimento da exploração mineira, nomeadamente na década de 1870, com a descoberta de novos minérios, como barita, manganés e manganite. A maior exploração nesta zona foi, no entanto, de ferro, existindo cinco minas deste tipo de extracção: Cerro da Fonte, Santa de Cima, Toca do Mocho, Serra da Mina, Serra das Tulhas e Serra de Rosalgar. Todavia, estas minas findaram a sua atividade em 2000.
Cercal do Alentejo apresentava reservas indispensáveis de minerais ferrosos, úteis a diversas indústrias metalúrgicas e metalomecânicas.
De acordo com análises efetuadas, os jazigos desta zona mineira poderão ter sido formados a partir de soluções superficiais descendentes. Geralmente, tanto o manganés como a barita diminuem em profundidade. Por vezes notavam-se misturas do minério ferro manganífero com quartzo, barita ou xistos.
A mina do Cercal na Serra do Cercal, onde se obtinha ferro e manganés, terminou após um período de atividade de cerca de quarenta anos, devido ao desmantelamento do alto forno siderúrgico do Seixal, considerada a única unidade consumidora dos minérios. Nesta mina explorava-se esporadicamente barita como subproduto.
A barita é comummente encontrada como ganga em depósitos de minérios metálicos de origem epitermal ou mesotermal (depósitos produzidos por processos químicos de concentração. Em corpos rochosos, a concentração é efetuada pela introdução de espécies externas à rocha – alteração epigenética – por ascensão de águas quentes de origem magmática. Depósitos epitermais – deposição e concentração a profundidade ligeira, temperatura de 50 a 200 °C, pressão moderada; depósitos mesotermais - deposição e concentração a profundidade intermédia, temperatura de 200 a 300 °C, pressão elevada.)
A separação das gangas pode usualmente ser feita de uma forma fácil, mas nos casos em que o minério aparece associado com as gangas, a separação tem de ser mais cuidada e obrigará a uma fragmentação de grau bastante elevado. A ganga é quase completamente formada pela barita, sendo um produto vendável e aparentemente de fácil colocação no mercado interno.
Na Serra das Tulhas, situada no maciço montanhoso da Serra do Cercal, há registos de um filão mineralizado com hematites e limonites manganíferas, onde se notava também ganga quartzosa e abundante barita.
Fisicamente, o minério da mina da Serra das Tulhas era semelhante ao das concessões da Serra da Mina e da Toca do Mocho – era maciço, não muito compacto e de dureza média. Por vezes aparecia duro e esponjoso, mas nas regiões onde o teor em manganés se elevava bastante, tornava-se um pouco terroso.
Sob o ponto de vista químico, pode-se afirmar que o minério era francamente bom. A sílica poucas vezes ultrapassava os 5%, sendo que a alumina também não apresentava teores elevados. Quanto ao ferro, o teor era normalmente de 50% e o manganés tinha teores que iam desde 6% a 13%, o que valorizava muito o minério.

## Localidades da freguesia
- Aldeia do Cano
- Cercal do Alentejo
- Casas Novas
- Catifarras
- Charnequinha
- Silveiras
- Portelinha
- Sonega
- Boavista
- Boavista dos Curralões
- Foros da Pouca Farinha
- Geralda / Castanheirinha
- Nascedios
- Portela do Salgadinho
- Quinta da Boavista
- Quinta do Lago
- Retiro do Pontão
- Tanganheira
- Teimosas
- Toca do Mocho
- Vale Manhãs

## Património Arquitetónico
Património Arquitetónico referido no SIPA:
- Casa da Herdade do Reguenguinho
- Chafariz da Rua de Aldegalega
- Ermida de Nossa Senhora da Bica / Capela da Bica Santa
- Igreja Paroquial do Cercal / Nossa Senhora da Conceição
- Monte em Charnequinhas